# Liste antiker Ortsnamen und geographischer Bezeichnungen/Es
| Lateinischer Name | Griechischer Name | Beschreibung  | Heute | Quellen und Verweise | Lage |
| ----------------- | ----------------- | ------------- | ----- | -------------------- | ---- |
| Esdraela          |                   | siehe Jezreel |       |                      |      |
| Esdraelon Vallis  |                   |               |       | Smith;               |      |
| Esia              |                   |               |       | Smith;               |      |
| Essui             |                   |               |       | Smith;               |      |
| Estiones          |                   |               |       | Smith;               |      |
| Esubiani          |                   |               |       | Smith;               |      |
| Esuris            |                   |               |       | Smith;               |      |